# Дъстли Мьолдер
Дъ̀стли Мьо̀лдер (собственото име на английски, фамилията на нидерландски: Dustley Mulder, на нидерландски фамилията се произнася по-близко до Мюлдер) е нидерландски бивш футболист. Роден е на 27 януари 1985 в град Барн, Провинция Утрехт.

## Кариера

### Юноша
Като юноша е израснал в академията на нидерландския Фейенорд, но не успява да запише мачове за първия отбор. Записва мачове за младежкия национален отбор на Холандия.

### Професионална кариера

#### „Екселсиор“
Началото на професионалната си кариера поставя на 19 години. Той е преотстъпен в „Екселсиор“, който е сателит на Фейенорд. По това време отборът се състезава в Ерстедивиси, която е втората по сила лига в холандския футбол. Успява да се наложи в новия си отбор и привлича вниманието на играещия в Ередивиси РКК Валвейк.

#### РКК Валвейк
През зимния трансферен прозорец на сезон 2005/06 е привлечен в редиците на първодивизионния РКК Валвейк. Играе година и половина в Ередивиси, но през сезон 2007/08 отборът завършва на 16-о място, на една точка от 15-ия Вилем II и отборът е принуден да играе плейоф за оставане в елита. Там се изправя се срещу Дордрехт. След две разменени победи с по 2:0 се сдига до трети мач, в който Валвейк губи с разгромното 0:3 и по този начин изпада от Ередивиси. През първия сезон след изпадането тимът завършва със 77 точки, като единствено головата разлика го оставя на втора позиция. По този начин не получава право на директна промоция и играе плейофи. В първия плейоф е преодолян отбора на ВВВ-Венло, но след две ранвенства и загуба с 1:2 от ФК Зволе в третия мач Валвейк не успява да се завърне в първа дивизия. На следващата година отборът отново завършва на второ място, но успява да спечели плейофите срещу бившия тим на Мьолдер, Екселсиор и Де Граафсхап. След като отстранява съперниците си Валвийк се завръща в Ередивиси. Сезон 2009/2010 се оказва изключително разочароващ и отборът завършва на последно място с едва 15 точки, двойно по-малко от АДО Ден Хааг, който е последният спасил се. Дъстли Мьолдер напуска отбора си като свободен агент.

#### Левски София
Трансферът на Мьолдер в Левски се осъществява през летния трансферен прозорец. Първоначално играчът изкарва няколко дни на проби по време на подготвителния лагер на отбора в Австрия. На 1 юли подписва договор за 2+1 години в българското посолство във Виена. Дебютът си за новия отбор прави в приятелската среща срещу Металист Харков, спечелена с 3:2 от сините. Първият официално изигран двубой е победата с 2:0 при гостуването на ФК Дъндолк в реванша от втория квалификационен кръг на Лига Европа. 

## Семейство
Родителите му по произход са от Нидерландските Антили. Дъстли Мьолдер е женен за втори път и има общо 4 деца. От първия си брак има 2 момичета, а от втория 2 момчета.